# Fraine
Fraine é uma comuna italiana da região dos Abruzos, província de Chieti, com cerca de 463 habitantes. Estende-se por uma área de 16 km², tendo uma densidade populacional de 29 hab/km². Faz fronteira com Carunchio, Castiglione Messer Marino, Roccaspinalveti.

## Demografia
| Variação demográfica do município entre 1861 e 2011                               |
|                                                                                   |
| Fonte: Istituto Nazionale di Statistica (ISTAT) - Elaboração gráfica da Wikipedia |